# Psoralea repens
Psoralea repens är en ärtväxtart som beskrevs av Peter Jonas Bergius. Psoralea repens ingår i släktet Psoralea och familjen ärtväxter. Inga underarter finns listade i Catalogue of Life.